# Emil Andreasen
Alfred Viggo Emil Andreasen (Copenhague, 4 de setembro de 1895 - Copenhague, 26 de maio de 1972) foi um boxeador dinamarquês que competiu nos Jogos Olímpicos de Verão de 1920.
Em 1920 ele foi eliminado nas quartas-de-final na categoria peso pesado luz depois de perder a sua luta para Hugh Brown.